# 677
Năm 677 là một năm trong lịch Julius.